# پاول چیچاگوف
پاول واسیلیویچ چیچاگوف یا تچیچگوف (۲۷ ژوئن ۱۷۶۷ – ۲۰ اوت ۱۸۴۹) فرمانده نظامی و دریایی روسیه جنگهای ناپلئون بود.
وی در سال ۱۷۶۷ در سن پترزبورگ، فرزند دریاسالار واسیلی چیچاگوف و همسر انگلیسی وی به دنیا آمد. در سن ۱۲ سالگی در ارتش عضو شد. در سال ۱۷۸۲ به عنوان یار پدر خود در یک کارزار در مدیترانه خدمت کرد. وی با تمایز در جنگ روسیه و سوئد در سال ۱۷۸۸–۱۷۹۰خدمت کرد، و در آنجا فرماندهی روستیسلاو را به دست آورد و به او حکم نشان سنت جورج درجه چهارم و شمشیر طلایی با کتیبه «برای شجاعت» اهدا شد.
پس از جنگ، او در دانشکده سلطنتی دریایی انگلیس تحصیل کرد. در حالی که در آنجا بود، وی با الیزابت پروبی، دختر یک کمیسر در حوضخانه چاتهام ملاقات کرد و با او نامزد شد. هنگامی که در سال ۱۷۹۶ به روسیه بازگشت، وی درخواست اجازه ازدواج کرد اما توسط پاول یکم به او گفته شد «در روسیه عروس کافی وجود دارد؛ نیازی نیست که در انگلستان به دنبال یکی باشید.» برخی از خشونت‌ها به دنبال داشت و چیچاگوف به زندان فرستاده شد. وی به زودی مورد عفو قرار گرفت و به او اجازه ازدواج با الیزابت داده شد و به سمت دریاسالار ارتقا یافت. در سال ۱۸۰۲، الکساندر اول، جانشین پولس، چیچاگوف را به سمت معاون دریاسالار ارتقاء داد و وی را به عضویت کمیته سازماندهی مجدد نیروی دریایی تبدیل کرد. در سال ۱۸۰۷، او به دریاسالار ارتقاء یافت و به عنوان وزیر نیروی دریایی منصوب شد.
چیچاگوف استعفا داد و در اروپا در سالهای ۱۸۰۹–۱۸۱۱به سفر مشغول شد. الیزابت در سال ۱۸۱۱درگذشت. در سال ۱۸۱۲، الکساندر او را فراخواند و وی را به عنوان فرمانده کل ارتش تازه تأسیس سوم غربی و فرماندار کل مولداوی و والاچیا منصوب کرد. با این حال، عهدنامه ۱۸۱۲بخارست در زمان فرماندهی ارتش، جنگ روس و ترکیه را پایان داد.  در طول حمله فرانسه به روسیه علیه ناپلئون، وی مقصر این بود که ناپلئون اجازه فرار در نبرد برزینا را در نوامبر ۱۸۱۲داد. در سال ۱۸۱۳، وی برکنار شد و سال بعد با خزانه داری به فرانسه رفت، هرگز به روسیه بازنگرد. وی تا سال ۱۸۳۴عضو شورای ایالتی باقی ماند اما پس از آن از آن مقام خارج شد و املاک وی مصادره شد. وی در سال ۱۸۴۹در پاریس درگذشت و پس از مرگ وی خاطرات او منتشر شد.